# Heiner Horsten
Heiner Horsten (* 8. August 1947 in Hüls (Krefeld)) ist ein ehemaliger deutscher Diplomat, der zuletzt zwischen 2008 und 2012 Ständiger Vertreter bei der OSZE in Wien war.

## Biografie
Nach dem Abitur am Humanistischen Gymnasium Krefeld studierte er zwischen 1967 und 1972 Rechtswissenschaften und Politikwissenschaften an der Rheinischen Friedrich-Wilhelms-Universität Bonn sowie der Ludwig-Maximilians-Universität München. Nach dem Ersten Juristischen Staatsexamen 1972 absolvierte er von 1973 bis 1975 seinen juristischen Vorbereitungsdienst und legte anschließend 1976 sein Zweites Juristisches Staatsexamen ab.
1976 trat er in den Diplomatischen Dienst und fand nach Beendigung seines Vorbereitungsdienstes zwischen 1978 und 1981 Verwendungen im Auswärtigen Amt in Bonn als Referent für Europapolitik sowie als Referent für Personal bei Internationalen Organisationen. Danach war er zwischen 1981 und 1984 Kulturreferent im Generalkonsulat in New York City. Nach seiner Rückkehr nach Deutschland wurde er im Auswärtigen Amt 1984 zuerst Referent für Rüstungsexportkontrolle, danach zwischen 1986 und 1987 Referent für Abrüstung und Rüstungskontrolle und schließlich 1987 bis 1988 Referent im Personalreferat.
Zwischen 1988 und 1993 war er freigestellter Vorsitzender des Personalrats des Auswärtigen Amtes.
1993 erfolgte seine Ernennung zum Ständigen Vertreter des Botschafters in Tschechien.
1997 kehrte er ins Bundesaußenministerium zurück, wo er Referatsleiter für Nukleare Abrüstung und Nichtverbreitung von Massenvernichtungswaffen (Referat 240) wurde. Im Anschluss war er von 2001 bis 2002 als Leiter des Referats Haushalt und Finanzen (Referat 109) auch Haushaltsbeauftragter des Auswärtigen Amtes. Danach war er zunächst Stellvertretender Leiter der Zentralabteilung und schließlich von 2004 bis 2008 als Chefinspekteur Leiter der Organisationsberatung, Innenrevision und Korruptionsprävention.
Im August 2008 wurde er als Nachfolger von Axel Berg Ständiger Vertreter der Bundesrepublik Deutschland bei der OSZE in Wien. Diese Funktion bekleidete er bis zu seinem Eintritt in den Ruhestand und wurde danach am 13. Juli 2012 von Rüdiger Lüdeking abgelöst, der zuvor als Botschafter Ständiger Vertreter der Bundesrepublik Deutschland bei dem Büro der Vereinten Nationen und bei anderen Internationalen Organisationen in Wien war.